# Медведев, Иван Петрович
Иван Петрович Медведев (1924—1998) — младший сержант Рабоче-крестьянской Красной Армии, участник Великой Отечественной войны, Герой Советского Союза (1944).

## Биография
Иван Медведев родился 18 октября 1924 года в деревне Пусторадиха (ныне — Старицкий район Тверской области). После окончания неполной средней школы работал трактористом в машинно-тракторной станции. 
В октябре 1941 года оказался в оккупации, после освобождения в феврале 1942 года Медведев был призван на службу в Рабоче-крестьянскую Красную Армию. С весны того же года — на фронтах Великой Отечественной войны. В боях два раза был ранен.
К июню 1944 года младший сержант Иван Медведев был помощником командира взвода 7-й стрелковой роты 1124-го стрелкового полка 334-й стрелковой дивизии 43-й армии 1-го Прибалтийского фронта. Отличился во время освобождения Витебской области Белорусской ССР. 23 июня 1944 года Медведев в числе первых поднялся в атаку, увлекая за собой своих товарищей, и принял активное участие в захвате двух вражеских траншей в районе деревни Козоногово Шумилинского района. 25 июня взвод Медведев переправился через Западную Двину в районе посёлка Бешенковичи и принял активное участие в боях за захват и удержание плацдарма на её западному берегу. 6 июля во время боя у местечка Видзе в Литовской ССР взвод Медведева успешно обратил в бегство противника, облегчив задачу остальным частям.
Указом Президиума Верховного Совета СССР от 22 июля 1944 года за «мужество и героизм, проявленные в Белорусской операции» младший сержант Иван Медведев был удостоен высокого звания Героя Советского Союза с вручением ордена Ленина и медали «Золотая Звезда».
После окончания войны Медведев был демобилизован. Проживал и работал сначала на родине, затем в городе Колпино (Ленинград). 
Умер 11 июня 1998 года, похоронен на Колпинском кладбище.
Был также награждён орденами Октябрьской Революции и Отечественной войны 1-й степени, рядом медалей.